# Henry Méndez

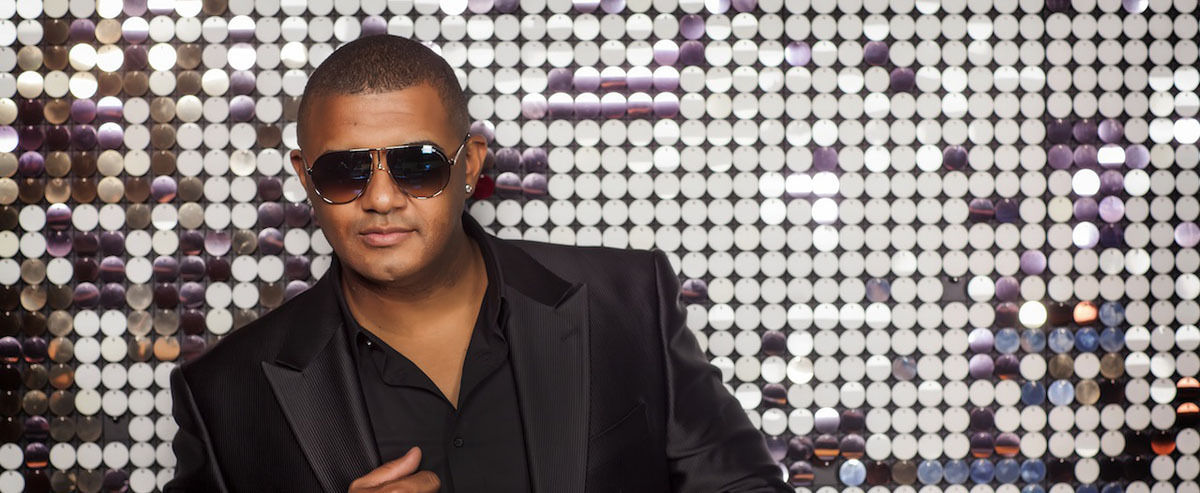
Henry Méndez (2013)

Henry Antonio Méndez Reynoso (* 20. Jahrhundert in Santo Domingo) ist ein dominikanischer Musiker. Er lebt zurzeit (2013) in Spanien.
Méndez hatte einen Plattenvertrag mit „Flimax Music“, bis er 2007 sein eigenes Label „Asere Music International“ gründete. Er ist in den Sparten Reggae, Rap, Latin House und Dance vertreten.
Seine bekanntesten Lieder sind „Chekete, chekete“ und „Rayos del sol“ mit José de Rico.

## Biografie
Als Kind und Jugendlicher interessierte er sich bereits in seiner Heimatstadt für Musik und Tanz. Als er in Barcelona ankam, begann seine musikalische Karriere. Im Jahr 2002 unterschrieb er einen Plattenvertrag bei „Flimax Music“. Insgesamt gab er 120 Konzerte mit lateinamerikanische Musik bei der Spanien-Tour. Künstler wie David de Maria, David Bustamante, Chenoa, Jose el Francés, Guaraná, Niña Pastori, Presuntos Implicados und largo etcétera tourten mit ihm. Songs wie Sigue Bailando, Mami, Yo soy tu maestro, Ven verkauften sich sehr gut. Alben wie El Disco de Reggaeton 02,50 Grados, Caribe Mix, La Factoria del Reggaeton und El Megaton wurden mit diesen Liedern veröffentlicht. Henry Méndez gründete im Jahr 2007 sein eigenes Firmenlabel mit dem Namen „Asere Music International“ gemeinsam mit Magan & Rodriguez. Er produzierte nun weitere Werke und stellte weitere Talente ein. Später arbeitete er bei „Universal Music Dancehall“ mit Künstlern wie Snoop Dogg, Rihanna, Lumidee, Pitbull, Lil Jon und anderen zusammen.

## Diskografie

### Alben
| Jahr | Titel Musiklabel               | Höchstplatzierung, Gesamtwochen, AuszeichnungChartplatzierungen (Jahr, Titel, Musiklabel, Platzierungen, Wochen, Auszeichnungen, Anmerkungen) | Höchstplatzierung, Gesamtwochen, AuszeichnungChartplatzierungen (Jahr, Titel, Musiklabel, Platzierungen, Wochen, Auszeichnungen, Anmerkungen) | Höchstplatzierung, Gesamtwochen, AuszeichnungChartplatzierungen (Jahr, Titel, Musiklabel, Platzierungen, Wochen, Auszeichnungen, Anmerkungen) | Höchstplatzierung, Gesamtwochen, AuszeichnungChartplatzierungen (Jahr, Titel, Musiklabel, Platzierungen, Wochen, Auszeichnungen, Anmerkungen) | Anmerkungen                          |
| Jahr | Titel Musiklabel               | DE | AT | CH | ES | Anmerkungen                          |
| ---- | ------------------------------ | --- | --- | --- | --- | ------------------------------------ |
| 2014 | Dale Mambo Roster Music        | — | — | — | ES59 (1 Wo.)ES | Erstveröffentlichung: 3. Juni 2014   |
| 2018 | Activo y Con Flow Flow Records | — | — | — | — | Erstveröffentlichung: 13. April 2018 |

### Singles
| Jahr | Titel Album                       | Höchstplatzierung, Gesamtwochen, AuszeichnungChartplatzierungen (Jahr, Titel, Album, Platzierungen, Wochen, Auszeichnungen, Anmerkungen) | Höchstplatzierung, Gesamtwochen, AuszeichnungChartplatzierungen (Jahr, Titel, Album, Platzierungen, Wochen, Auszeichnungen, Anmerkungen) | Höchstplatzierung, Gesamtwochen, AuszeichnungChartplatzierungen (Jahr, Titel, Album, Platzierungen, Wochen, Auszeichnungen, Anmerkungen) | Höchstplatzierung, Gesamtwochen, AuszeichnungChartplatzierungen (Jahr, Titel, Album, Platzierungen, Wochen, Auszeichnungen, Anmerkungen) | Anmerkungen                                                          |
| Jahr | Titel Album                       | DE | AT | CH | ES | Anmerkungen                                                          |
| ---- | --------------------------------- | --- | --- | --- | --- | -------------------------------------------------------------------- |
| 2012 | Te fuiste –                       | — | — | — | ES34 (4 Wo.)ES | Erstveröffentlichung: 17. Januar 2012 mit José de Rico               |
| 2012 | Rayos de sol –                    | DE21 (10 Wo.)DE | AT11 (9 Wo.)AT | CH8 Gold · (24 Wo.)CH | ES2 ×2Doppelplatin · (51 Wo.)ES | Erstveröffentlichung: 4. Mai 2012 mit Josè de Rico                   |
| 2012 | Noche de estrellas –              | — | — | — | ES5 Platin · (32 Wo.)ES | Erstveröffentlichung: 29. Mai 2012 mit Josè de Rico feat. Jay Santos |
| 2013 | Mi reina –                        | — | — | — | ES5 ×2Doppelplatin · (34 Wo.)ES | Erstveröffentlichung: 14. Januar 2013                                |
| 2013 | El tiburón (The Shark) –          | — | — | — | ES9 Gold · (19 Wo.)ES | Erstveröffentlichung: Mai 2013                                       |
| 2013 | Déjame contarte Dale Mambo        | — | — | — | ES22 (1 Wo.)ES | Erstveröffentlichung: 4. November 2013                               |
| 2014 | No regresa más Dale Mambo         | — | — | — | ES37 (2 Wo.)ES | Erstveröffentlichung: 8. Dezember 2014 mit Dulce María               |
| 2015 | Tan bonita –                      | — | — | — | ES31 (12 Wo.)ES | Erstveröffentlichung: 16. März 2015                                  |
| 2015 | El tiempo se va Activo y Con Flow | — | — | — | ES86 (3 Wo.)ES | Erstveröffentlichung: 10. September 2015                             |

Weitere Singles
- 2009: Silanena (Jose AM feat. Henry Méndez)
- 2009: El bombero (O.P.B. & Henry Méndez feat. Michael Chacón)
- 2010: Subete la falda (Robbie Moroder feat. Henry Méndez)
- 2010: Shake It (BPM King feat. H. Méndez & O.P.B.)
- 2011: La taza (Henry Méndez & O.P.B.)
- 2011: La taza (Special Edit) (Henry Méndez, Dr. Bellido & Roger G)
- 2011: El masaje (mit Dr. Bellido & Mr R Rommel)